# Torneo Interbritannico 1902

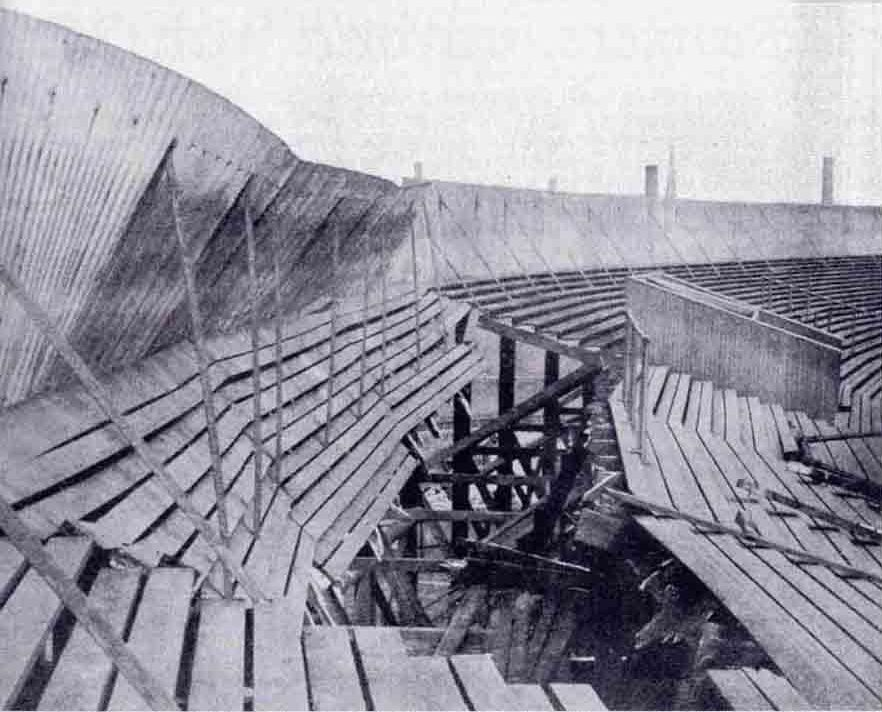
Il crollo della Western Tribune Stand

Il Torneo Interbritannico 1902 fu la diciannovesima edizione del torneo di calcio conteso tra le Home Nations dell'arcipelago britannico. Il torneo fu vinto dalla nazionale scozzese. Questa edizione è tragicamente ricordata a causa del disastro dell'Ibrox, avvenuto il 5 aprile 1902, in cui ci fu il crollo della Western Tribune Stand che procurò la morte di 25 persone.

## Risultati
| Data             | Luogo      | Squadra 1   | Risultato | Squadra 2   |
| ---------------- | ---------- | ----------- | --------- | ----------- |
| 22 febbraio 1902 | Cardiff    | Galles      | 0 - 3     | Irlanda     |
| 1º marzo 1902    | Belfast    | Irlanda     | 1 - 5     | Scozia      |
| 3 marzo 1902     | Wrexham    | Galles      | 0 - 0     | Inghilterra |
| 15 marzo 1902    | Greenock   | Scozia      | 5 - 1     | Galles      |
| 22 marzo 1902    | Belfast    | Irlanda     | 0 - 1     | Inghilterra |
| 5 aprile 1902    | Glasgow    | Scozia      | sospesa   | Inghilterra |
| 3 maggio 1902    | Birmingham | Inghilterra | 2 - 2     | Scozia      |

## Classifica
| Pos | Squadra     | Pti | G | V | N | P | GF | GS |
| --- | ----------- | --- | - | - | - | - | -- | -- |
| 1   | Scozia      | 5   | 3 | 2 | 1 | 0 | 12 | 4  |
| 2   | Inghilterra | 4   | 3 | 1 | 2 | 0 | 3  | 2  |
| 3   | Irlanda     | 2   | 3 | 1 | 0 | 2 | 4  | 6  |
| 4   | Galles      | 1   | 3 | 0 | 1 | 2 | 1  | 8  |

## Vincitore
| Campione 1902 Scozia |